# アダム・ビアード
アダム・ビアード（Adam Beard、1996年1月7日 - ）は、ユナイテッド・ラグビー・チャンピオンシップ、オスプリーズに所属するラグビー選手。

## プロフィール
- ウェールズ・スウォンジー出身。
- ポジションはロック(LO)。
- 身長 203cm、体重 117kg
- U20ウェールズ代表に選ばれたことがある[1]。
- ウェールズ代表キャップは30（2022年12月現在）でラグビーワールドカップ2019のウェールズ代表に選ばれた。
- ブリティッシュ・アンド・アイリッシュ・ライオンズに選ばれたことがある[2]。

## 略歴
2013年、オスプリーズに加入。